# Stanford Robert Ovshinsky
Stanford Robert Ovshinsky (24 de noviembre de 1922 - 17 de  octubre de 2012) fue un inventor y científico estadounidense que en más de 50 años registró más de 400 patentes, sobre todo en los campos de la energía y la información. Muchos de sus inventos han tenido amplias aplicaciones. Entre los más destacados están: la batería de hidruro de metal níquel, que ha sido ampliamente utilizada en computadoras portátiles, cámaras digitales, teléfonos móviles, coches eléctricos y coches híbridos, el panel solar fotovoltaico, la pantalla plana de cristal líquido, el CD y DVD regrabable, la célula de combustible de hidrógeno y memorias no volátiles por cambio de fase.
Ovshinsky abrió el campo científico de los materiales semiconductores amorfos en el curso de su investigación en la década de 1940 y 1950 sobre neurofisiología,  la naturaleza de la inteligencia en los mamíferos y las máquinas, y la cibernética.
Los semiconductores de silicio amorfo se han convertido en la base de muchas tecnologías e industrias. Ovshinsky también se distinguió por ser autodidacta, sin formación universitaria formal. A lo largo de su vida, su amor a la ciencia y sus convicciones sociales fueron los principales motores de su labor inventiva.
En 1960, Ovshinsky y su futura segunda esposa,  Iris Dibner, fundaron Energy Conversion Laboratory en Detroit, dedicando el laboratorio a la solución de importantes problemas sociales usando la ciencia y la tecnología. Centrándose en las áreas críticas de la energía y la información, su compañía se transformó en Energy Conversion Devices (ECD) en 1964 y pasó a trabajar en una invención de vanguardia y laboratorio de desarrollo de productos que han construido nuevas industrias, muchas de ellas dirigidas a reducir la dependencia del combustible fósil. ECD continúa a través de joint ventures y socios licenciados siendo un líder en energía solar y baterías.
Aproximadamente un año después de la muerte de su esposa Iris Ovshinsky en agosto de 2006, Ovshinsky abandonó ECD y estableció una nueva compañía, Ovshinsky Innovation LLC, dedicada al desarrollo innovador de la base científica de las tecnologías de la energía y de la información. En octubre de 2007 se casó con Rosa Young, una física que había trabajado en ECD en varias tecnologías como un coche híbrido con motor de hidrógeno y en la visión de Ovshinsky sobre una economía basada en el hidrógeno.

## Primeros años
Ovshinsky nació y creció en la ciudad industrial de Akron, Ohio, que era el centro de la industria estadounidense del caucho. Fue el hijo mayor de una familia de inmigrantes judíos que se fueron de Europa alrededor de 1905: Benjamin Ovshinsky de Lituania y Bertha Munitz de lo que es ahora Bielorrusia.
A una edad temprana Ovshinsky fue muy activo en las actividades sociales durante la Gran Depresión. Su preocupación permanente por mejorar las vidas de los trabajadores y de las minorías, así como para promover la cultura y los intereses de la industria, derivan en gran parte de su padre, que era un liberal generoso, y activista cultivado. Con su carro y su caballo, y más tarde con su camión, Ben Ovshinsky se ganaba la vida recogiendo chatarra de fábricas y fundiciones. Sobre la base del ejemplo de su padre, y en las enseñanzas que ofrece el Akron Workmen's Circle, una organización principalmente de inmigrantes judíos que creían en la justicia social, Stan Ovshinsky desarrolló un profundo compromiso con los valores sociales, entre ellos los derechos laborales, los derechos civiles y las libertades civiles.

## Trabajo en la década de 1950

### Trabajo como maquinista y elBenjamin Center Drive
Antes de graduarse en la escuela secundaria en junio de 1941, Ovshinsky trabajó como tornero y fabricante de herramientas en varias tiendas locales afiliadas a la industria del caucho. Durante la Segunda Guerra Mundial, él y su esposa Norma Rifkin, se trasladaron a Arizona, donde Ovshinsky trabajó durante un tiempo en la sala de mecanización de una planta de Goodyear en Litchfield, cerca de Phoenix, Arizona.
Poco antes del final de la guerra volvió a Akron y estableció su propia compañía de mecanizados, Stanford Roberts, que inicialmente estaba en un granero. Desarrolló y patentó su primer invento, el Benjamin Center Drive, en homenaje a su padre. Este torno de centrado automático de alta velocidad tenía muchos usos importantes. Después de que Ovshinsky vendió su compañía a la New Britain Machine Company de Connecticut, se utilizó para ayudar a resolver la crisis nacional de fabricar proyectiles de artillería en volumen lo suficientemente grande como para satisfacer las necesidades durante la guerra de Corea. Mientras tanto Ovshinsky continuó desarrollando su creciente interés por la inteligencia humana y de las máquinas, estudiando con avidez la literatura de investigación sobre neurofisiología, la enfermedad neurológica y la cibernética. Brevemente se carteó con Norbert Wiener.

### Máquinas inteligentes
En 1951 Ovshinsky aceptó una oferta para trabajar como director de investigación en Hupp Motor Company.
Inventó la dirección asistida eléctrica, pero el presidente de Hupp se opuso a los acuerdos para que General Motors la usara. Poco después, Stanford y su hermano menor Herb Ovshinsky, que era un talentoso ingeniero mecánico, fundaron una pequeña compañía llamada General Automation en un escaparate de Detroit. Stanford continuó allí sus estudios sobre máquinas inteligentes y se embarcó en la investigación y desarrollo de varias tecnologías de la energía y la información. También comenzó a estudiar neurofisiología y enfermedades neurológicas.
Debido a sus escritos sobre los impulsos nerviosos y la naturaleza de la inteligencia, en junio de 1955 fue invitado por la Wayne Medical School para participar en una investigación experimental pionera sobre el cerebelo de los mamíferos.

## El Ovitron
Hacia finales de la década de 1950, mientras trabajaba en General Automation, Ovshinsky reunió estos estudios dispares en la invención de un modelo de una célula nerviosa consistente en una lámina amorfa que llamó Ovitron. Stanford la inventó y Herb Ovshinsky ayudó en su realización. Stanford la patentó y la hizo pública en Nueva York en 1959.
Basándose en su conocimiento de materiales y superficies creó finas láminas de material amorfo, siendo así un pionero en el uso de nanoestructuras. Creó las láminas combinando elementos calcogenuros como el azufre, el selenio y el telurio. Su trabajo con calcogenuros continuó durante décadas.

## Trabajo desde 1960

### Energy Conversion Laboratory

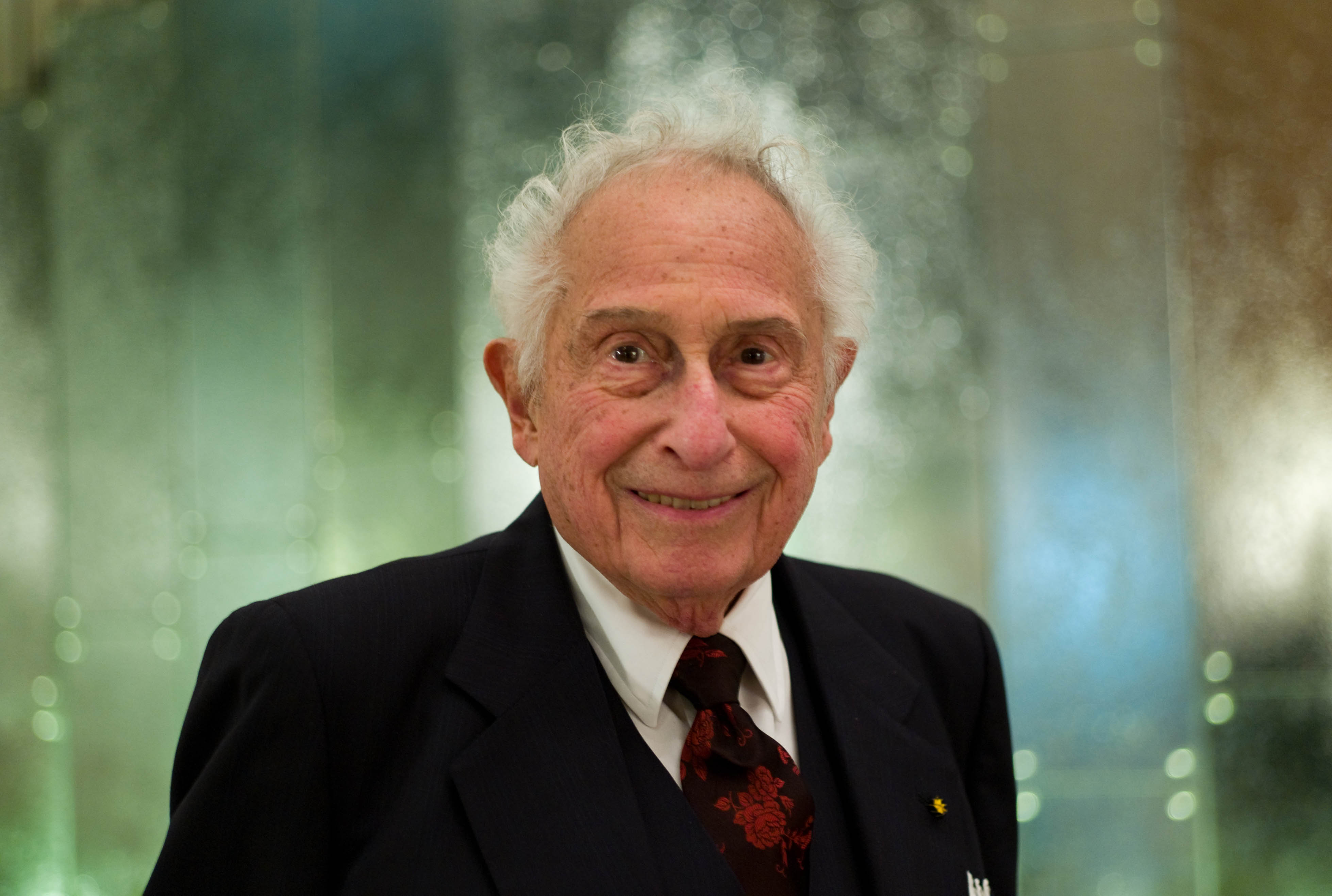
Stanford Ovshinsky

Stanford se divorció de Norma Rifkin y el 1 de enero de 1960 fundó Energy Conversion Laboratory (ECL) con su segunda esposa Iris Miroy Dibner. Se dedicó al desarrollo de invenciones en los campos de la información y la energía tratando de reducir la polución y las guerras por el petróleo.
Iris tenía una licenciatura en zoología de Swarthmore College, un posgrado en biología de la University of Míchigan, y un doctorado en bioquímica de la Boston University.
Continuando su trabajo diseñando materiales calcogenuros, ya que ofrecían mecanismos físicos y electrónicos únicos, usó estructuras en cadena, enlaces cruzados, conceptos poliméricos y enlaces divalentes estructurales con un gran número de pares libres sin enlazar para conseguir lo que se conoce como el efecto Ovshinsky: un efecto que convierte a unas determinadas láminas delgadas en semiconductoras cuando se les aplica un pequeño voltaje. Aplicando este efecto fabricó nuevos tipos de interruptores electrónicos y ópticos incluyendo el Ovonic de memoria de cambio de fase, usado en sus inventos de CD y DVD regrabables, y el interruptor de umbral, usado en su computador cognitivo.
Mientras otros que trabajan en el campo cristalográfico estaban construyendo dispositivos basados en materiales a granel, Ovshinsky trabajó en láminas finas y nanoestructuras.
El 21 de junio de 1961 solicitó la patente sobre la memoria por cambio de fase, y en 1962 llegó a acuerdos de licencia para su explotación.

### Energy Conversion Devices
En la primavera de 1963 los Ovshinsky habían agotado el dinero con el que habían fundado ECL. Antes de buscar financiación Stanford quería que un científico reputado validara la importancia de su trabajo. Telefoneó al premio Nobel John Bardeen, el co-inventor del transistor y codescubridor de la teoría BCS de la superconductividad. Bardeen reconoció inmediatamente la importancia del trabajo de Ovshinsky pero su agenda no le permitía visitar ECL en cinco meses. Stanford le dijo estaremos en bancarrota para entonces. Bardeen mandó en su lugar a Hellmut Fritzsche, un físico de la University of Chicago. Fritzsche fue muy activo en su apoyo al trabajo de Ovshinsky y atrajo a otros científicos. Fritzsche y Brian Schwartz escribieron: 

Hay una misteriosa cualidad en la persona de Ovshinsky que atrae gente a su esfera, construye amistades para toda la vida y despierta devoción y respeto profundos. Al conocerlo cada persona se queda con la impresión profunda de su inteligencia superior, confianza en sí mismo, empatía  para mejorar la sociedad, combinada con la certeza de que esa visión puede realizarse. Su entusiasmo es contagioso. En su presencia sientes lo excitante que sería unirte a él en sus emprendimientos.

Entre los numerosos científicos que pasaron regularmente por ECL como amigos o colaboradores estaban el físico David Adler, John Bardeen, Arthur Bienenstock, Morrel Cohen, Kenichi Fukui, William Lipscomb, Sir Nevill Mott, Linus Pauling, Isadore I. Rabí, Edward Teller, David Turnbull (científico de materiales), Victor Weisskopf, y Robert R. Wilson. Algunos de ellos fueron consultores o miembros de la junta directiva.
La comunidad ECL desarrolló un ambiente de producción no jerárquico, multicultural e internacional como reflejo de los valores sociales de Stanford e Iris.
En 1964 cambiaron el nombre de Energy Conversion Laboratory (ECL) a Energy Conversion Devices (ECD) y mudaron la compañía a una sede más amplia en Troy, Míchigan.
La compañía continuó desarrollando memorias electrónicas, baterías y células solares, reinvirtiendo casi todos los beneficios en el estudio científico de muchos problemas. Con el tiempo los derechos de licencias de ECD crecieron, especialmente cuando el silicio amorfo su usó para fabricar células solares por kilómetros, siguiendo el procedimiento fotográfico sin plata de Ovshinsky. Esto le llevó a construir una máquina de fabricación fotovoltaica continua, que tras sucesivas mejoras pasó de 5 megavatios a 30 megavatios.
ECD obtuvo beneficios de las baterías de metal-hidruro, que son muy importantes en los ordenadores portátiles y en los vehículos híbridos y eléctricos.

### Ovshinsky Innovation LLC

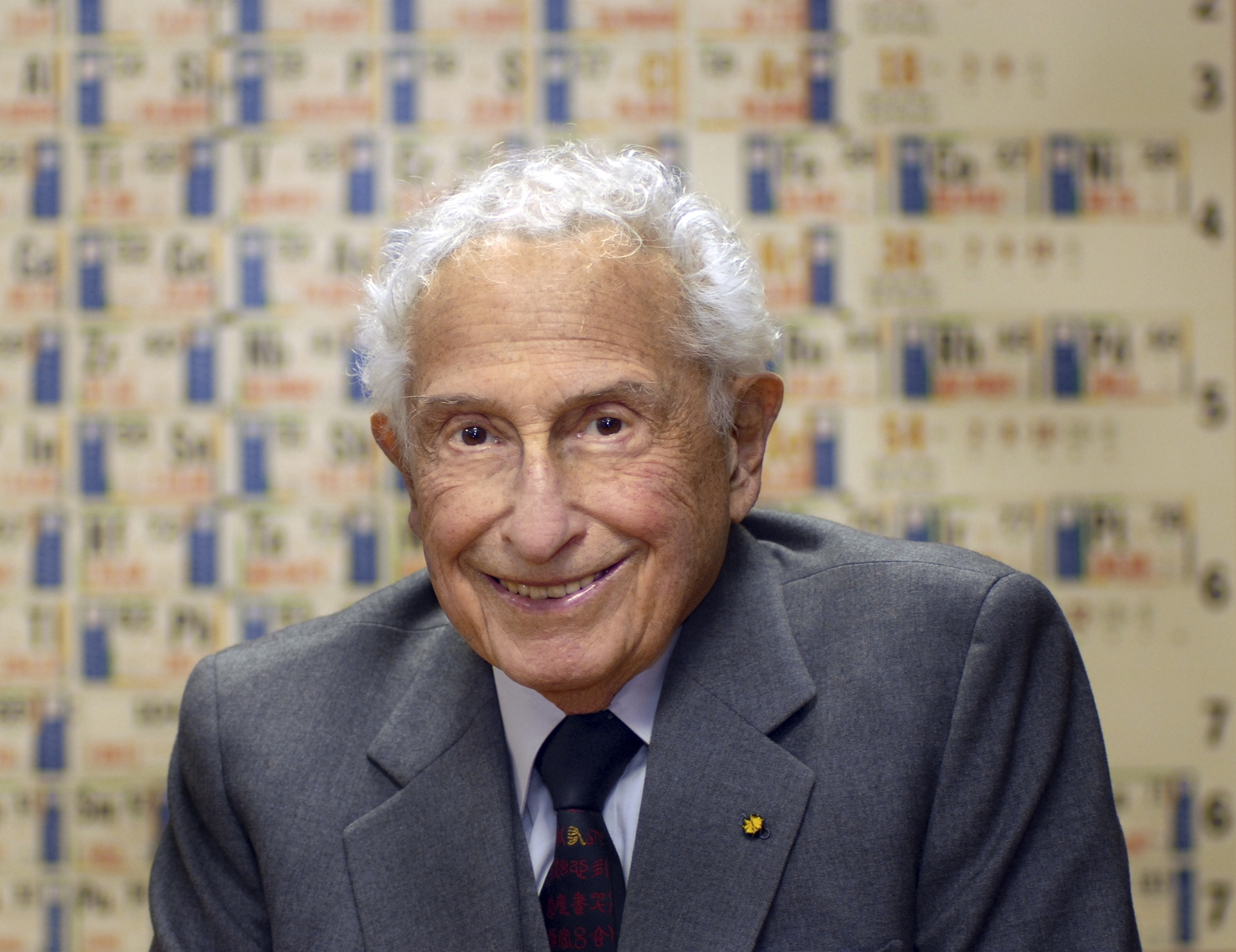
Stanford Ovshinsky en 2008

El 16 de agosto de 2006 Iris Ovshinsky, la esposa de Stanford durante casi 50 años, falleció mientras nadaba.
Un año después Ovshinsky se retiró de ECD y creó una nueva compañía con Rosa Young, con quien se casó. En Ovshinsky Innovation LLC, continuó su trabajo sobre la ciencia de la energía y la información manteniendo fuertes relaciones con socios industriales como Ovonyx en el desarrollo de la memoria por cambio de fase.
Ovshinsky Innovation LLC se centró en el desarrollo de una planta de producción fotovoltaica que pudiera bajar los costes por debajo de los del carbón. Esto ayudaría a conseguir su objetivo desde hace 50 años de eliminar la quema de combustibles fósiles y al mismo tiempo crear incontables puestos de trabajo en nuevas industrias.
Debido a sus contribuciones radicales a la ciencia se le ha comparado con Einstein.
Por sus numerosos inventos en memorias digitales, energía solar, tecnología de baterías, medios ópticos, almacenamiento de hidrógeno y cientos de patentes se le ha comparado con Thomas Edison.
En el campo de las energías alternativas su trabajo pionero le convierte en el visionario más importante en las energías del mundo moderno.

## Muerte
Ovshinsky murió de cáncer de próstata el 17 de octubre de 2012 en Bloomfield Hills, Míchigan, a los 89 años.

## Pertenencia a sociedades
- Miembro de la American Physical Society

- Miembro de la American Association for the Advancement of Science

- Miembro de la Engineering Society of Detroit

- Miembro de la Director's Council at the Michigan Center for Theoretical Physics, University of Michigan

## Premios
- 2005 Innovation Award de Energía y Medio Ambiente por The Economist

- Premio American Solar Energy Society Hoyt Clarke Hottel Award

- Medalla al Mérito Karl W. Böer Solar Energy

- Premio Sir William Grove de la International Association for Hydrogen Energy

- Premio 2007 Walston Chubb a la Innovación, presentado por Sigma Xi, the Research Society

- Premio Frederick Douglass/Eugene V. Debs (2006)

- Premio a toda una vida de logros de la Engineering Society of Detroit (2008)

- Premio Environmental Hall of Fame 2008 Award, Categoría de lámina solar delgada, padre de la energía solar de lámina de lgada

- Premio 2009 Thomas Midgley Award de la sección de Detroit de la American Chemical Society

- Nominado finalista del premio al inventor europeo 2012 por la European Patent Office por su desarrollo de las baterías de NiMH.  El premio se instauró en 2006 como el primer premio europeo para distinguir a los inventores que hubieran tenido una contribución sobresaliente en la innovación, la economía y en la sociedad.

- Nombrado Héroe del Planeta (Hero for the Planet) por la revista TIME en 1999, con Iris Ovshinsky Héroe de la Química (Hero of Chemistry) en 2000 por la American Chemical Society

- Incluido en 2005 en la Solar Hall of Fame

- Premio Diesel Gold Medal presentado por la Asociación de Inventores Alemanes (Deutscher Erfinderverband), en reconocimiento por su descubrimiento del efecto interruptor en materiales amorfos desordenados (1968)

- Premio Honorary Calgarian de la Louis Riel School en Calgary, Canadá (24 de mayo de 2012)

- Doctor honoris causa de Ingeniería de la Kettering University, Flint, Míchigan (11 de diciembre de 2010)[25]

- Doctor honoris causa en Ciencias de la University of Michigan, Ann Arbor, Míchigan (1 de mayo de 2010)

- Doctor honoris causa en Ciencias de la Wayne State University, Detroit, Míchigan (7 de mayo de 2009)

- Doctor honoris causa de Ingeniería de la Illinois Institute of Technology, Chicago, Illinois (16 de mayo de 2009)

- Doctor honoris causa de la Ovidius University, Constanţa, Romania (30 de junio de 2009)

- Doctor honoris causa en Ciencias de la New York Institute of Technology, Old Westbury, New York (18 de mayo de 2008)

- Doctor honoris causa en Ciencias de la Kean University, Union, New Jersey (8 de mayo de 2007)

## En la cultura popular

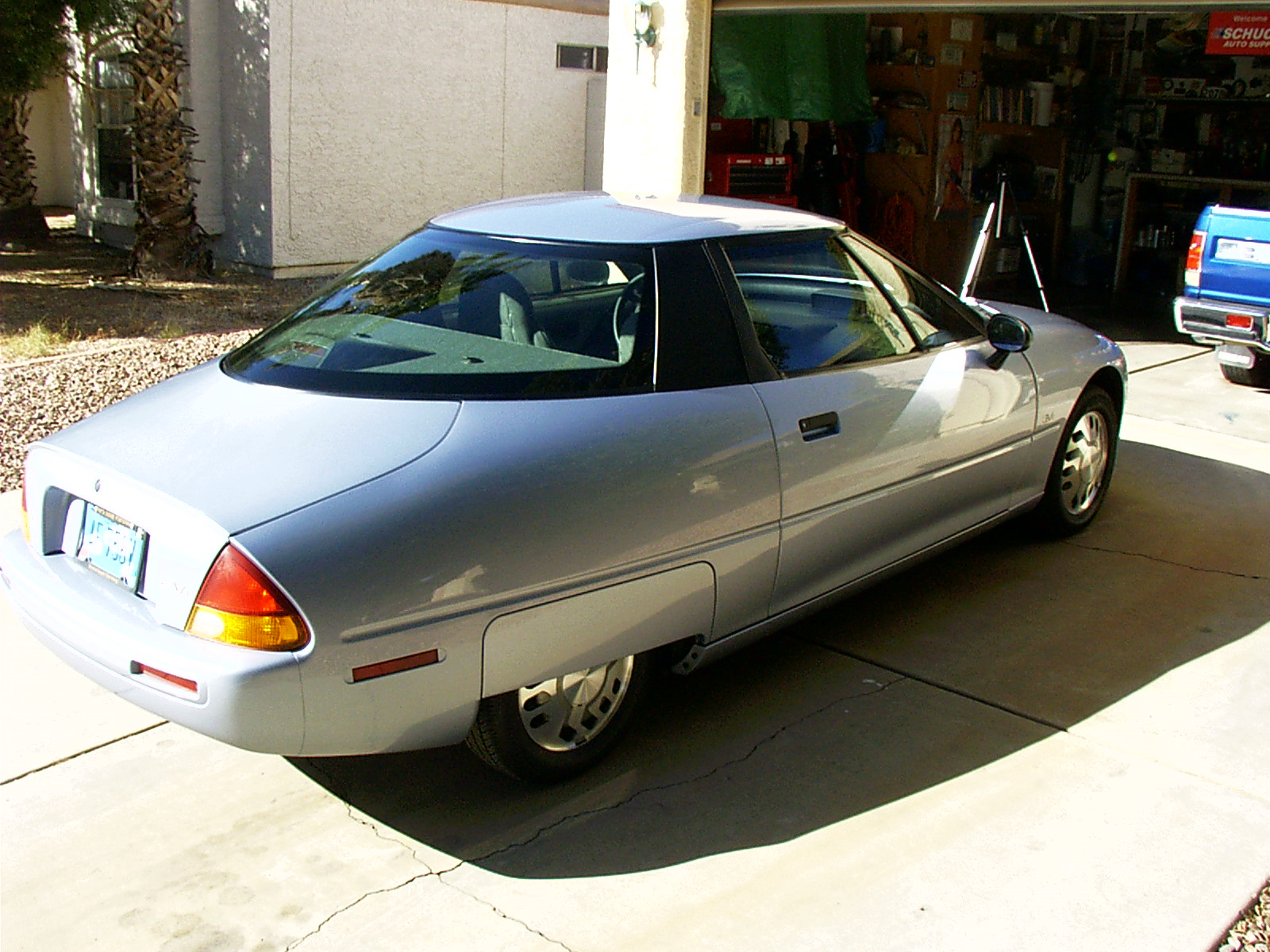
Vehículo eléctrico GM EV1

Ovshinsky apareció en el documental Who Killed the Electric Car?, que explora la creación, comercialización limitada y posterior destrucción de los vehículos eléctricos en la década de 1990, especialmente el modelo General Motors EV1.
Participó en el episodio Esperanzas del Hidrógeno (Hydrogen Hopes) de la serie de televisión Scientific American Frontiers de  Alan Alda. La web de Scientific American Frontiers ofrece el visionado gratuito de "Hydrogen Hopes".
También es accesible el texto de una entrevista a Stanford y Iris Ovshinsky.
Ovshinsky fue descrito como genio americano de Japón (Japan’s American Genius) en la serie NOVA (octubre de 1987) de la PBS.

## Publicaciones
- stanford r. Ovshinsky, hellmut Fritzsche, brian b. Schwartz. 2008. Stanford R. Ovshinsky: The Science and Technology of an American Genius. Ed. World Scientific, 380 pp. ISBN 9812818391

- -------------------------------. 2002. Physics and Applications of Disordered Materials. Ed. INOE, 390 pp. ISBN 9739874282

- -------------------------------. 1997. Amorphous Materials - the Key to New Devices. Ed. Energy Conversion Devices, Inc. 16 pp.

- -------------------------------, david Adler, brian b. Schwartz, marvin Silver. 1991. Disordered materials: science and technology : selected papers. Institute for Amorphous Studies series. Reproductive Biology. Ed. ilustrada de Plenum Press, 397 pp. ISBN 0306433850